# 南洋鼠
南洋鼠（学名：Chiromyscus langbianis），一种分布于东南亚中南半岛、印度东北部及中国云南西双版纳地区的小型哺乳动物，隶属于鼠科中南树鼠属。

## 分类变动
本种最初被视为黑尾鼠（Rattus cremoriventer）的一个亚种，之后白腹鼠属（Niviventer）从家鼠属（Rattus）分离出来后，本种归入白腹鼠属。2014年俄罗斯学者基于线粒体和核基因分析了费氏树鼠（Chiromyscus chiropus）和白腹鼠物种之间的进化关系，将本种归入中南树鼠属。

## 形态特征
南洋鼠尾长远大于头体长。背部毛为浅黄色，混杂深棕色针毛，腹部毛色纯白。尾背面和腹面皆为棕色，前足和后足足背为淡棕色。